# 投石黨之亂
投石黨之亂或稱投石黨运动，是一場緊隨着法西戰爭（1635-1659年）而爆發的法國內戰。該運動源自投石器（Fronde），此係源於當時的攝政，馬薩林樞機主教的支持者遭巴黎市民以投石器發射石塊破壞窗戶。投石黨亂大概可劃分為兩次戰役，即法院投石黨（the Fronde of the parlements）和貴族投石黨（the Fronde of the nobles）。在五年的動亂中，共有將近一百萬的法國人死於暴亂。

## 第一次投石黨
三十年戰爭持續至1648年初，各國都深切感受到戰爭帶來的深重創傷。神聖羅馬帝國人口因戰爭而劇減三分之一，瑞典、荷蘭等國因龐大的陸軍支出而陷入危機。在法國，戰爭使國庫早已無比空虛。馬薩林繼續黎塞留打壓貴族的措施，且試圖將龐大的戰爭開支轉嫁到中產階級、世襲法官以及農民的頭上，加之其本人的奢華作風與對公共內政的忽略，引起社會上廣泛的不滿。是年4月，馬薩林下令，以一次性免收稅務的方式抵消巴黎高等法院世襲法官的四年俸祿，衝突終於爆發。受到英國國會為爭取自身權利而向查理一世開戰的鼓舞，一個月後（5月），巴黎最高法院聯合全國法院向馬薩林發難，要求進行改革、大幅減稅、整肅腐敗與擴大法院職權。
首相的反擊是突然逮捕運動領導者，但這進一步激怒了人民。8月26日，在巴黎高等法院的鼓動下，巴黎爆發市民武裝暴動，要求釋放運動領袖、處死馬薩林。由於叛軍廣泛使用投石器（Fronde）作為武器，故這次暴動被稱為第一次投石黨之亂（The First Fronde），又稱法院投石黨之亂（La Fronde Parlementaire）。在此情形下，馬薩林護佑著太后安娜與年幼的國王逃離巴黎，希望儘快結束對外戰爭，全力平息暴亂。他以較寬大的條件（放棄部分戰果）換取對神聖羅馬帝國的穩定和平，讓法軍盡可能的回調，應付國內危局。他把從德意志占領的不少領土，歸還各諸侯（包括洛林與大部分的巴伐利亞領土），但保留亞爾薩斯等重要領土。結果在1648年10月24日與各國簽訂了威斯特伐利亞和約，結束三十年戰爭。
西班牙帝國決定乘投石黨叛亂與和約修訂、戰線收縮之機，繼續與法國作戰，全力攻略叛亂的加泰羅尼亞等地區。儘管馬薩林調集大孔代親王（路易二世·德·波旁）的大軍圍攻巴黎城，平定巴黎暴動，使得1649年第一次投石黨之亂以《呂埃耶和約》）的締結而結束；但緊接著在1650年發生的、由於大孔代親王居功自恃，加之貴族與外國勢力（西班牙）干涉而爆發的第二次內亂，即貴族投石党之亂（La Fronde des nobles），在法國國內一直持續了兩年多。

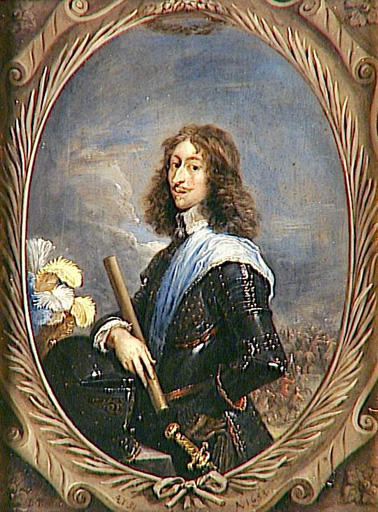
「大孔代」親王路易二世·德·波旁，是貴族投石黨的首要領導人；後來在投石黨運動失敗後，投靠西班牙並領軍和法國作戰，一直到1659年法西戰爭結束後，才被路易十四赦免而重回法國效力

## 第二次投石黨

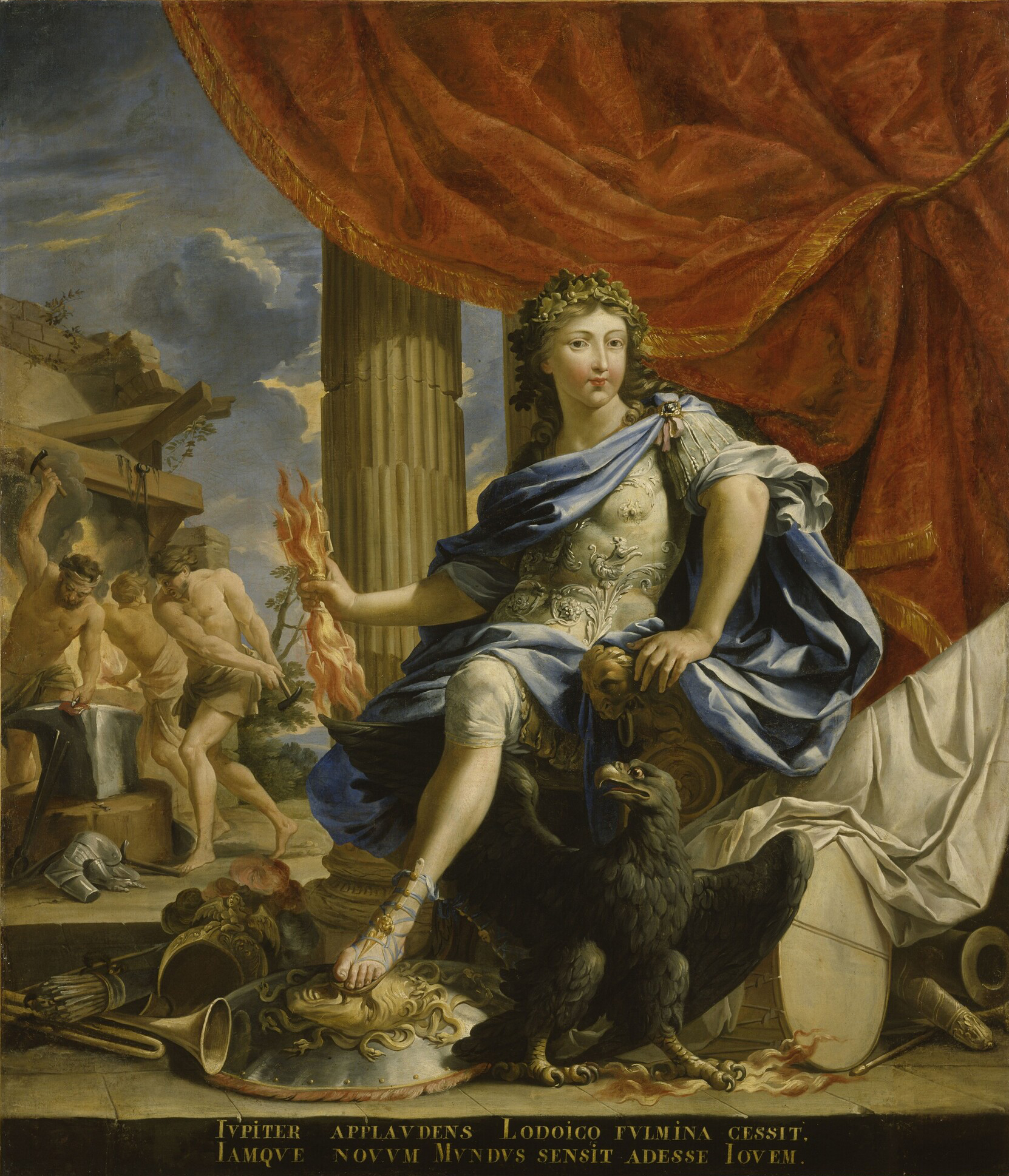
少年的路易十四，被描繪成征服投石黨叛亂的朱比特神

事情的起因是大孔代与王室和馬薩林决裂。他的高傲和野心使他非常不受太后（奥地利的安娜）欢迎；在太后的授意之下，1650年1月18日馬薩林政府逮捕了大孔代及他的主要追随者孔蒂亲王（大孔代的弟弟）和隆格维尔公爵。出逃的贵族领袖们积极策划营救亲王等人，他们实际上已经造反了，从而拉开了貴族投石黨的序幕——第二次投石黨叛亂。
隆格维尔夫人（大孔代的妹妹）与法国的敌人西班牙谈判並獲得获得援助；大孔代年幼的王妃身边，集结起一支军队占领了波尔多；蒂雷納決定與法国的敌人西班牙合作，带领一支西班牙军队进攻法国。，並在菲姆戰役中擊敗王室軍隊，但他被法国保王派的杜普莱西斯公爵在1650年於勒泰勒战役击败。妇女们的积极支援投石黨，取得了一定效果：1651年1月，马萨林去职，太后释放了被关押在勒阿弗尔的孔代等三人。大孔代获释后即与西班牙结盟，向宫廷和在外另組軍隊的马萨林挑战。这次大孔代难以获得人们的支持，王室和前法院福隆德成员被迫联合反对他，第二次内战變成各權要不斷改變立場的大亂鬥。
馬薩林此時獲得軍事天才蒂雷納子爵的支持，他成功數次擊敗叛軍。1652年7月2日在巴黎圣安托万区，貴族投石黨的主要領袖大孔代与保王黨的蒂雷納子爵展开决战。孔代被蒂雷纳所压制，几乎陷入绝境；但是因为他的同党、奥尔良公爵的女儿说服巴士底狱的大炮倒戈向蒂雷纳开火，孔代才得以重新发动攻势，進入巴黎控制市政。
此時馬薩林再次使用以退為進的手腕，宣布自己引退流亡，讓投石黨的權貴們再度陷入內鬥；他又利用路易十四的神聖君權，在1652年底讓厭倦大孔代「暴政」與投石黨內鬥的巴黎市民，以歡欣鼓舞的心情迎接路易十四母子重返巴黎，重建中央集權的王室政府；最後在1653年初，路易十四的下令召回馬薩林，重新委以大權。至此（1653年），投石黨運動完全結束，馬薩林在國內建立屹立不搖的統治地位。而势单力孤的大孔代已在1652年9月流亡西班牙，西班牙国王腓力四世授权孔代指挥西班牙军队与法国作战，并把卢森堡赐封给他，一直到1659年他才獲得路易十四的原諒，回到法國。

## 影響
投石黨爆發之時，因為法國仍與西班牙作戰，陷入內憂外患中，因此國力被嚴重削弱，並導致法國原本稱霸在即的事業，被迫暫時中斷；而且叛亂之後，法國的國力短時間仍難以恢復，國際地位暫時下降至二流國家。可以說叛亂不但造成社會的大混亂，政府還因為稅收大減，軍力從十五萬衰退到五萬多；法國海軍部也因為預算不足、挪用至迫切的陸軍，以及馬薩林的中飽私囊，使得海軍的年度經費下降到1640年代初的六分之一（五十萬里弗尔）。這讓船艦因無力維修而朽壞，嚴重傷害剛有起色的法國海權，並使馬薩林的重商主義政策難有所成，也抑制了海外商貿的發展。